# Riddim Driven: Giddeon War
Riddim Driven: Giddeon War jest czternastą składanką z serii Riddim Driven. Została wydana we wrześniu 2001 na CD i LP. Album zawiera piosenki nagrane na riddimie "Giddeon War" stworzonym przez należące do Buju Bantona studio Gargamel Music Productions.

## Lista
1. "Let Love This Time" - Jahmali
2. "In The Way" - Vylmark
3. "Give It All You Got" - Mark 10
4. "Sinful Life" - Sweet C
5. "Police/Rude Boy" - Buju Banton
6. "Lock the Guns" - Galaxy P
7. "Deliver Me" - Christini
8. "Tricks In Trade" - Determine
9. "Armagedeon War" - Lutan Fyah
10. "Reggae Child" - Anthony John
11. "Judgement Morning" - Buju Banton
12. "Thanks and Praise" - Spectacular
13. "Revolution Time" - Buju Banton, Luciano
14. "Perfect Picture" - Anthony Cruz, Kiddie Famous
15. "Lion Paw" - Yasus Afari
16. "Giddeon War Version"